# Систематическая номенклатура альдегидов и кетонов
В начале развития органической химии открываемым соединениям приписывались тривиальные названия, часто связанные с историей их получения: уксусная кислота (являющаяся основой винного уксуса), масляная кислота (образующаяся в сливочном масле), гликоль (то есть сладкий) и т. д. По мере увеличения числа новых открытых соединений возникла необходимость связывать названия со строением веществ. Так появились рациональные названия: метиламин, диэтиламин, этанол, метилэтилкетон. В основе таких названий лежит простейшее соединение данного ряда. Для более сложных соединений рациональная номенклатура неудобна.
В настоящее время наиболее употребляемой является номенклатура, разработанная Международным союзом теоретической и прикладной химии (IUPAC), которая называется номенклатурой ИЮПАК. Правила ИЮПАК рекомендуют для образования названий нескольких принципов, один из них — принцип замещения. На основе этого разработана заместительная номенклатура, которая является наиболее универсальной.

## Систематическая номенклатураальдегидов

Метаналь

Алифатические альдегиды называют по углеродной цепи, в которой находится атом углерода альдегидной (карбонильной) группы, прибавляя к названию алифатического углеводорода окончание -аль. Наличие в соединении двух альдегидных групп обозначается окончанием -диаль. Нумерацию цепи начинают от углеродного атома, принадлежащего альдегидной группе. В названии номер при альдегидной группе, как правило, не ставят.
Если карбонильная группа не входит в родоначальную структуру (например, если родоначальной структурой является циклический углеводород или гетероцикл), то к названию добавляется суффикс -карбальдегид.

2-формилпентандиовая кислота

Если в соединении имеется другая группа, имеющая преимущество в перечислении как главная группа, то альдегидную группу в алициклических соединениях называют, используя префикс формил-.
Циклические соединения с альдегидной группой в боковой цепи рассматривают как замещённые алифатические альдегиды. Название производят от названия алифатического альдегида и радикала в качестве приставки (допускается тривиальное название альдегида).
Для альдегидов допускаются тривиальные названия, если соответствующая кислота имеет тривиальное название:
| CH2O             | формальдегид             |
| CH3-CHO          | ацетальдегид             |
| CH3-CH2-CHO      | пропиональдегид          |
| CH3-CH2-CH2-CHO  | бутиральдегид            |
| (CH3)2-CH-CHO    | изобутиральдегид         |
| CH3-(CH2)3-CHO   | валеральдегид            |
| (CH3)2CH-CH2-CHO | изовалеральдегид         |
| CH2=CH-CHO       | акролеин (акрилальдегид) |
| CH3-CH=CH-CHO    | кротональдегид           |
| С6H5-CHO         | бензальдегид             |

Однако, имеются исключения, например глиоксаль: O=CH-CH=O.

## Систематическая номенклатуракетонов

Ацетон

Названия алифатических и алициклических кетонов образуют, прибавляя суффикс -он или -дион (для дикетонов) к названию родоночального углеводорода. Допускается название кетонов по радикальному признаку, при этом называют радикалы при кетогруппе в порядке возрастания сложности и в конце названия ставят -кетон (например, метилэтилкетон — CH3-CO-CH2-CH3).

3-оксопентановая кислота

Если в соединении имеется другая группа, имеющая преимущество в перечислении как главная, то для обозначения карбонильной группы используется префикс оксо-.

Бутирофенон
(1-фенилбутанон-1)

Карбоциклические кетоны с кетонной группой в боковой цепи называют по радикалам. Кроме того, допускаются названия по алифатическому кетону или по циклической структуре. В последнем случае боковая цепь называется как остаток кислоты. Название имеет суффикс -офенон, -онафтон (допустимо только для бензола и нафталина соответственно).
Для некоторых кетонов допускаются тривиальные названия:
| CH3-CO-CH3        | ацетон             |
| (CH3)2C=CH-CO-CH3 | окись мезитила     |
| CH3-CO-CO-CH3     | диацетил           |
| C6H5-CO-CO-C6H5   | бензил (дибензоил) |

Сохраняются тривиальные названия радикалов:
| CH3-CO-CH2  | ацетонил |
| C6H5-CO-CH2 | фенацил  |

1,4-нафтохинон

Дикетоны ароматического ряда с кетонными группами в ядре называют сокращённым названием углеводорода, добавляя суффикс -хинон. Положения кетонных групп указывают номерами или соответствующими терминами (о-, м-, п-).